# Ga Tsukisamu-Chūō
Ga Tsukisamu-Chūō (月寒中央駅) là nhà ga tàu điện ngầm nằm ở Toyohira, Sapporo, Hokkaidō, Nhật Bản. Nhà ga được đánh số H13.

## Bố trí ga
| G                                     | Mặt đất                               | Lối vào/Lối ra              |
| Sân ga                                | Sân ga 1                              | đi H14 Fukuzumi (Ga cuối) → |
| Sân ga đảo, cửa sẽ mở ở bên trái/phải |                                       |                             |
| Sân ga 2                              | ← đi H12 Misono (Hướng đi Sakaemachi) |                             |

## Lịch sử
- 14 tháng 10 năm 1994: Nhà ga mở cửa cùng với thời điểm mở rộng Tuyến Tōhō từ Hōsui-Susukino đến Fukuzumi.[1]
- 21 tháng 9 năm 2016: Cửa chắn sân ga được lắp đặt và đưa vào sử dụng.

## Xung quanh nhà ga
- Quốc lộ 36 (đến Muroran)
- Nhà thi đấu Tsukisamu

## Thống kê lượng hành khách
Theo Cục Giao thông vận tải Thành phố Sapporo, số lượng hành khách trung bình mỗi ngày trong năm tài chính 2020 là 7.149.
Số lượng hành khách trung bình mỗi ngày trong những năm gần đây như sau.
| Năm  | Lượng hành khách trung bình mỗi năm | Nguồn |
| ---- | ----------------------------------- | ----- |
| 1994 | 6,528                               | [ 2 ] |
| 1995 | 7,816                               | [ 2 ] |
| 1996 | 7,778                               | [ 2 ] |
| 1997 | 7,446                               | [ 2 ] |
| 1998 | 7,477                               | [ 2 ] |
| 1999 | 7,376                               | [ 2 ] |
| 2000 | 7,202                               | [ 2 ] |
| 2001 | 7,145                               | [ 2 ] |
| 2002 | 7,418                               | [ 2 ] |
| 2003 | 7,653                               | [ 3 ] |
| 2004 | 7,742                               | [ 3 ] |
| 2005 | 7,798                               | [ 3 ] |
| 2006 | 7,922                               | [ 3 ] |
| 2007 | 8,041                               | [ 3 ] |
| 2008 | 7,959                               | [ 3 ] |
| 2009 | 7,854                               | [ 3 ] |
| 2010 | 8,084                               | [ 3 ] |
| 2011 | 8,266                               | [ 4 ] |
| 2012 | 8,519                               | [ 4 ] |
| 2013 | 8,833                               | [ 4 ] |
| 2014 | 9,061                               | [ 4 ] |
| 2015 | 9,195                               | [ 4 ] |
| 2016 | 9,438                               | [ 5 ] |
| 2017 | 9,305                               | [ 5 ] |
| 2018 | 9,335                               | [ 6 ] |
| 2019 | 9,235                               | [ 6 ] |
| 2020 | 7,149                               | [ 7 ] |

## Hình ảnh

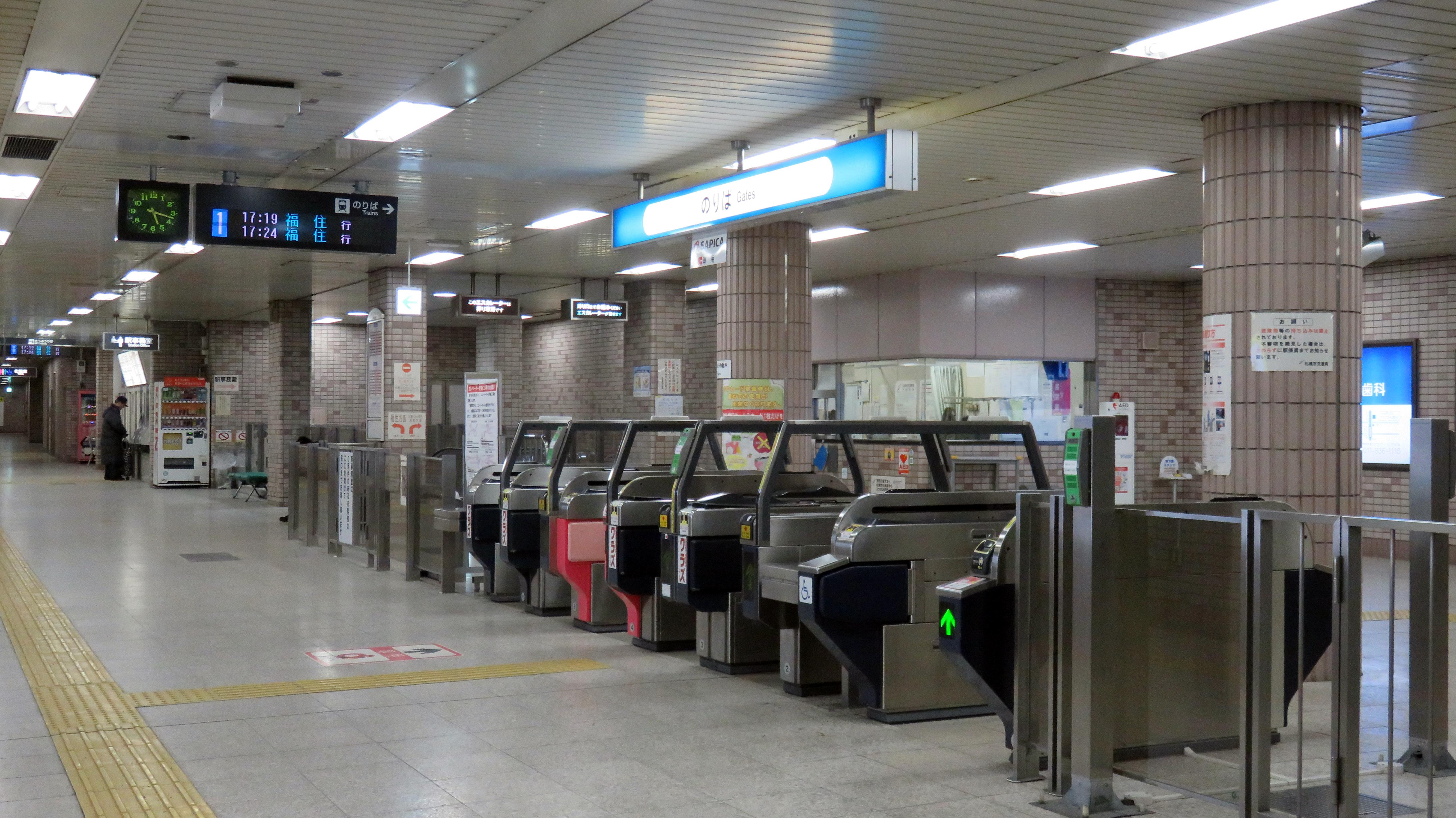
Cổng soát vé
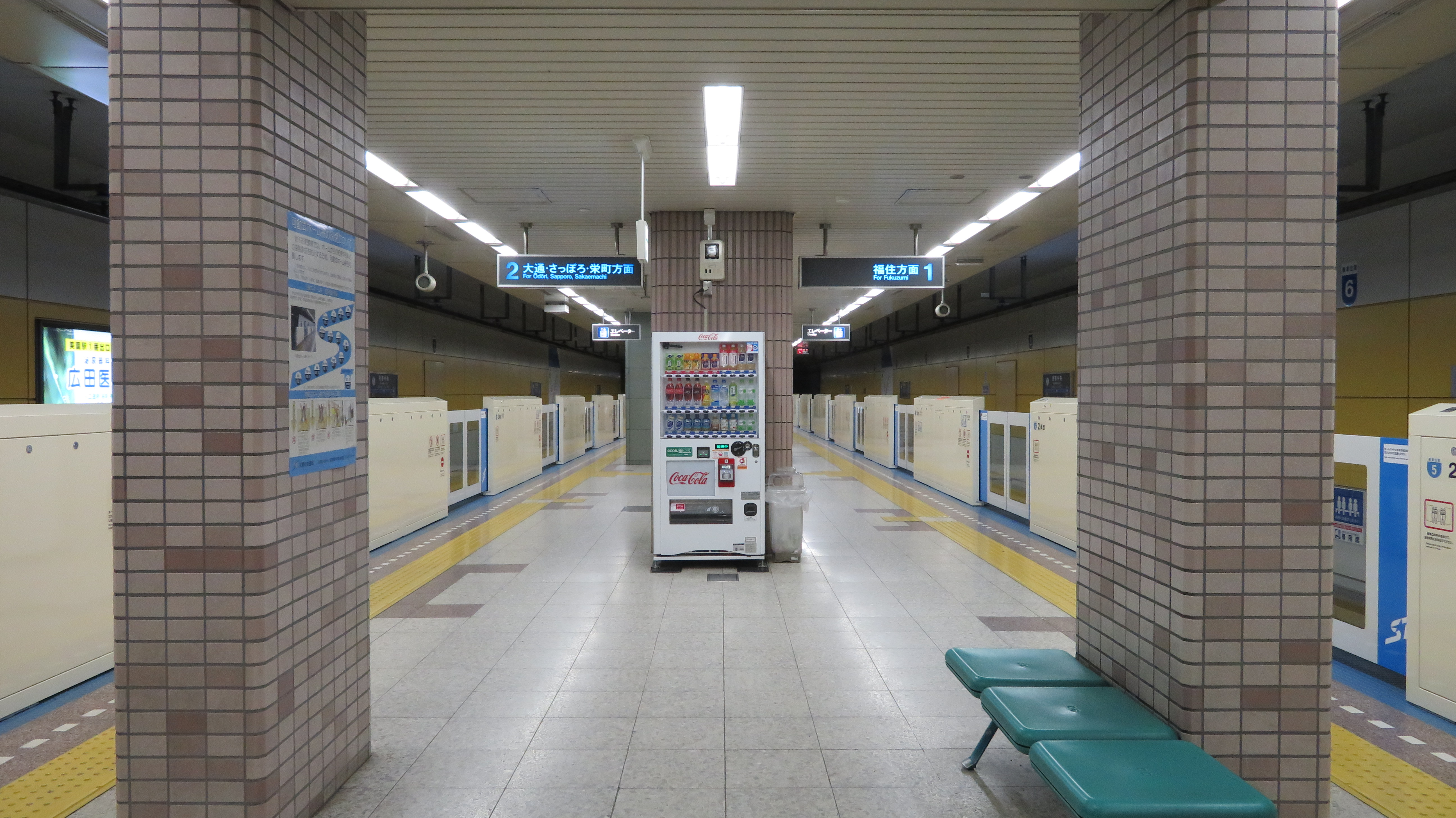
Sân ga
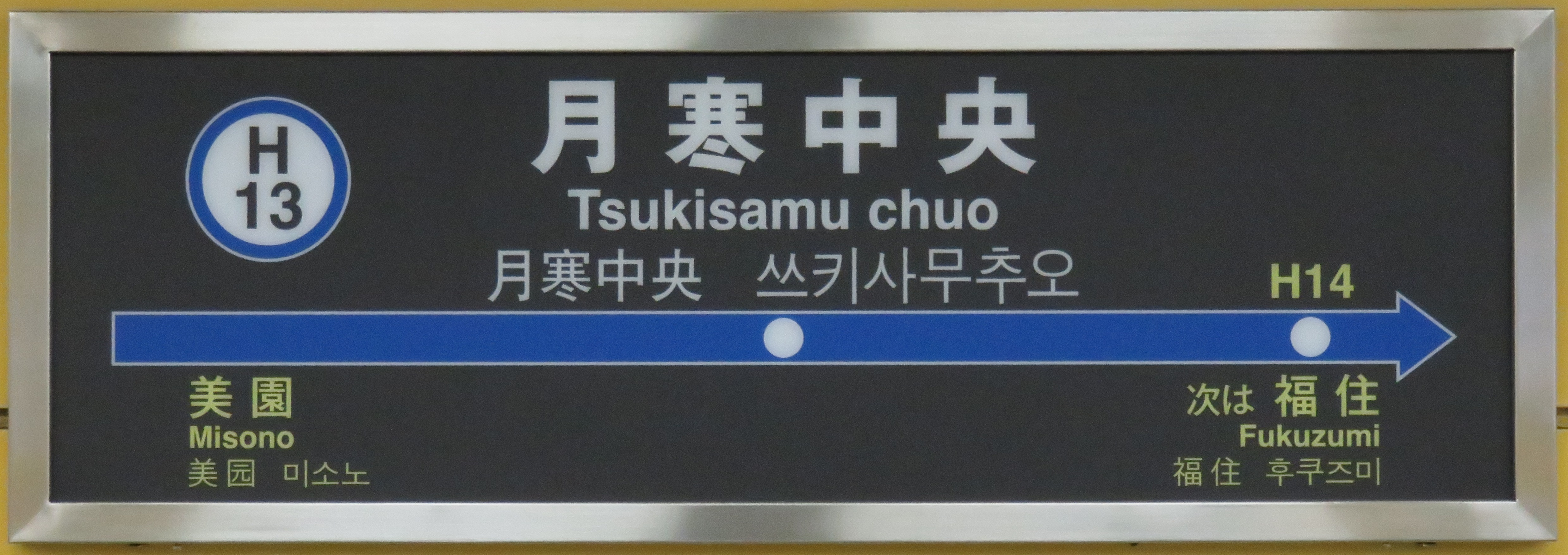
Biển tên của nhà ga